# Conduelo Píriz
Conduelo Píriz (17 de julho de 1905 — 25 de dezembro de 1976) foi um futebolista uruguaio. Participou do plantel uruguaio que venceu a Copa do Mundo de 1930, mas não chegou a atuar. Ele foi um meio-campista que defendeu o Nacional.